# Ameronothrus maculatus
Ameronothrus maculatus is een mijtensoort uit de familie van de Ameronothridae. De wetenschappelijke naam van de soort is voor het eerst geldig gepubliceerd in 1882 door Michael.